# Martha Julia
Martha Julia López Luna (Culiacán, Sinaloa, 24 de febrero de 1973), conocida como Martha Julia, es una actriz mexicana.

## Biografía
Debutó como actriz de telenovelas interpretando a Consuelo, la amante de Huicho Domínguez, en El premio mayor (1995). Dos años después volvió a encarnar ese mismo personaje en Salud, dinero y amor (1997).[cita requerida]
Durante cuatro años dejó su trabajo como actriz para dedicarse a cuidar a su hijo Richie.[cita requerida]
Regresó a la televisión en 2001, en la telenovela Amigas y rivales, en la que da vida al personaje de Margarita.[cita requerida]
A partir de entonces, Martha Julia ha trabajado en telenovelas como Las vías del amor (2002) y Luciana y Nicolás (2003), esta última realizada en Perú.[cita requerida]
En mayo de 2004 entró como inquilina en la casa de Big Brother VIP 3, capítulo 2.[cita requerida]
En 2005, trabajó en la telenovela La madrastra, con el personaje de Ana Rosa.[cita requerida]
Más tarde, en 2007, obtiene el papel antagónico principal en la telenovela Destilando amor, con el personaje de Isadora.[cita requerida]
En 2008, fue protagonista, junto a Alberto Estrella, en la telenovela Alma de hierro, con el personaje de Paty, bajo la producción de Roberto Gómez Fernández.[cita requerida]
Y durante 2010 formó parte del elenco principal de Niña de mi corazón, una producción de Pedro Damián, como Tamara, una de las villanas de la trama.[cita requerida]
Entre 2010 y 2013, interpretó roles secundarios en telenovelas como Soy tu dueña, de Nicandro Díaz González; Cuando me enamoro, de Carlos Moreno Laguillo; Por ella soy Eva, de Rosy Ocampo, y Corona de lágrimas, de José Alberto Castro.
Durante 2013, fue convocada por Ignacio Sada Madero para un papel estelar junto a Alejandro Ruiz en Por siempre mi amor, donde compartió escenario con Susana González y Guy Ecker.
En 2015, se presentó en la telenovela A que no me dejas en su segunda temporada.[cita requerida]

## Filmografía

### Telenovelas
- El premio mayor (1995-1996) - Consuelo Flores
- Salud, dinero y amor (1997-1998) - Consuelo Flores de Domínguez
- Amigas y rivales (2001) - Margarita Reyes Retana
- Las vías del amor (2002-2003) - Sandra Irribaren
- Luciana y Nicolás (2003-2004) - Lorena Egúsquiza
- La madrastra (2005) - Ana Rosa Márquez/Sofía Márquez
- Olvidarte jamás (2006) - Lucrecia Montero
- Destilando amor (2007) - Isadora Duarte de Montalvo
- Soy tu dueña (2010) - Dama de honor #1
- Niña de mi corazón (2010) - Tamara Diez
- Cuando me enamoro (2010-2011) - Marina Sepúlveda
- Por ella soy Eva (2012) - Samantha
- Corona de lágrimas (2012-2022) - Flor Escutia Borbolla[2]
- Por siempre mi amor (2013-2014) - Gabriela "Gaby" San Román
- A que no me dejas (2015-2016) - Ileana Olvera
- La candidata (2016-2017) - Jéssica Manjarrez[3]
- En tierras salvajes (2017) - Alba Castillo de Escamilla
- Por amar sin ley (2018-2019) - Denise Fernández
- Médicos, línea de vida (2019-2020) - Sandra
- La mexicana y el güero (2020-2021) - Detective Vanessa Larios[4]
- Diseñando tu amor (2021) - Patricia Manrique de Castro[5]
- La madrastra (2022) - Florencia Linares de Tejada
- Tierra de esperanza (2023) - Adriana Espinoza Landa
- Amor amargo (2024-2025) - Magdalena Murray[6][3]

### Programas
- Mujer, casos de la vida real (2000-2002)
- Big Brother (2002-2004) - Ella misma (Participante)
- La Parodia (2004) - Invitada
- Mi sueño es bailar (2011) - Participante
- Como dice el dicho (2012) - Olivia Benítez
- La rosa de Guadalupe (2020) - 1 episodio
  - La palabra hogar - Amanda (2020)
- El club (2020) - Regina de Caballero
- Esta historia me suena (2020) - Ángeles
- Sin miedo a la verdad (2020) - Dolores
- Guerreros México (2020)

### Teatro
- El tenorio cómico (2012) - María Inés[7]
- Baño de mujeres (2013)[8][9]

## Premios y nominaciones

### Premios TVyNovelas
| Año  | Categoría              | Telenovela      | Resultado |
| ---- | ---------------------- | --------------- | --------- |
| 2008 | Mejor actriz coestelar | Destilando amor | Nominada  |